# Pomnik Juraja Jánošíka w Terchovej
Pomnik Juraja Jánošíka w Terchovej – pomnik Juraja Jánošíka w postaci statuy ze stali nierdzewnej w Terchovej na Słowacji, odsłonięty w 1988 roku.

## Historia
Pomnik zaprojektował Ján Kulich. Pierwotnie statua miała mierzyć 30 metrów (w kapeluszu miała być kawiarnia, a w kierpcach muzeum). Z pierwotnego projektu zrealizowano jedynie trzymetrową głowę, która została dwukrotnie skradziona sprzed studia artysty. Raz znaleziono ją w Dunaju, a za drugim razem nie odnaleziono jej. Ostatecznie znacznie niższy pomnik wzniesiono w Terchovej, miejscu narodzin Janosika. Dzieło odsłonięto w 1988 roku, podczas Dni Jánošíka, w 300. rocznicę urodzin zbójnika. W uroczystości wzięli udział ówczesny minister kultury, Miroslav Válek oraz Stanislav Hanuliak. Pod pomnikiem co roku są organizowane latem Dni Jánošíka (słow. Jánošíkove dni), a zimą – Preteky gazdovských koní – wyścigi na saniach ciągnionych przez jednego konia. Pomnik jest popularną atrakcją turystyczną.
Janosika upamiętniono w wielu miejscach Czech i Słowacji. W Czechach znajduje się np. pomnik Janosika w Hořicach.

## Architektura
Pomnik to statua nadnaturalnej wielkości, mierzy on 7,5 m wysokości, znajduje się na zboczu wzgórza Vŕšky przy wylocie Vrátnej doliny, góruje nad wioską i jest dobrze widoczny ze wszystkich kierunków. Statua została wykonana z pospawanych kawałków blachy ze stali nierdzewnej. Powierzchnia pomnika jest wypolerowana i lśniąca. Poniżej pomnika na łące znajduje się tablica pamiątkowa.

## Galeria

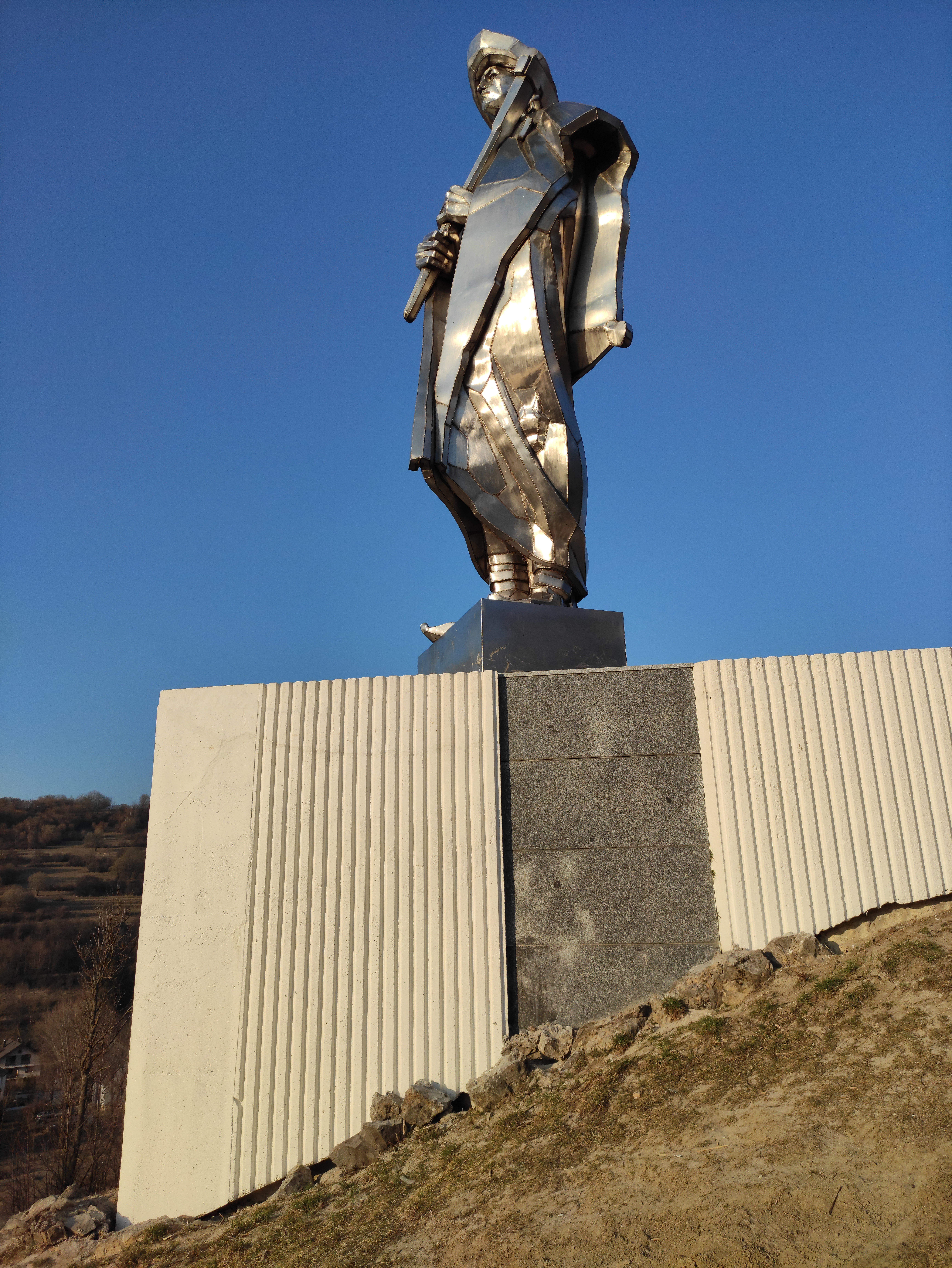
Widok z południa
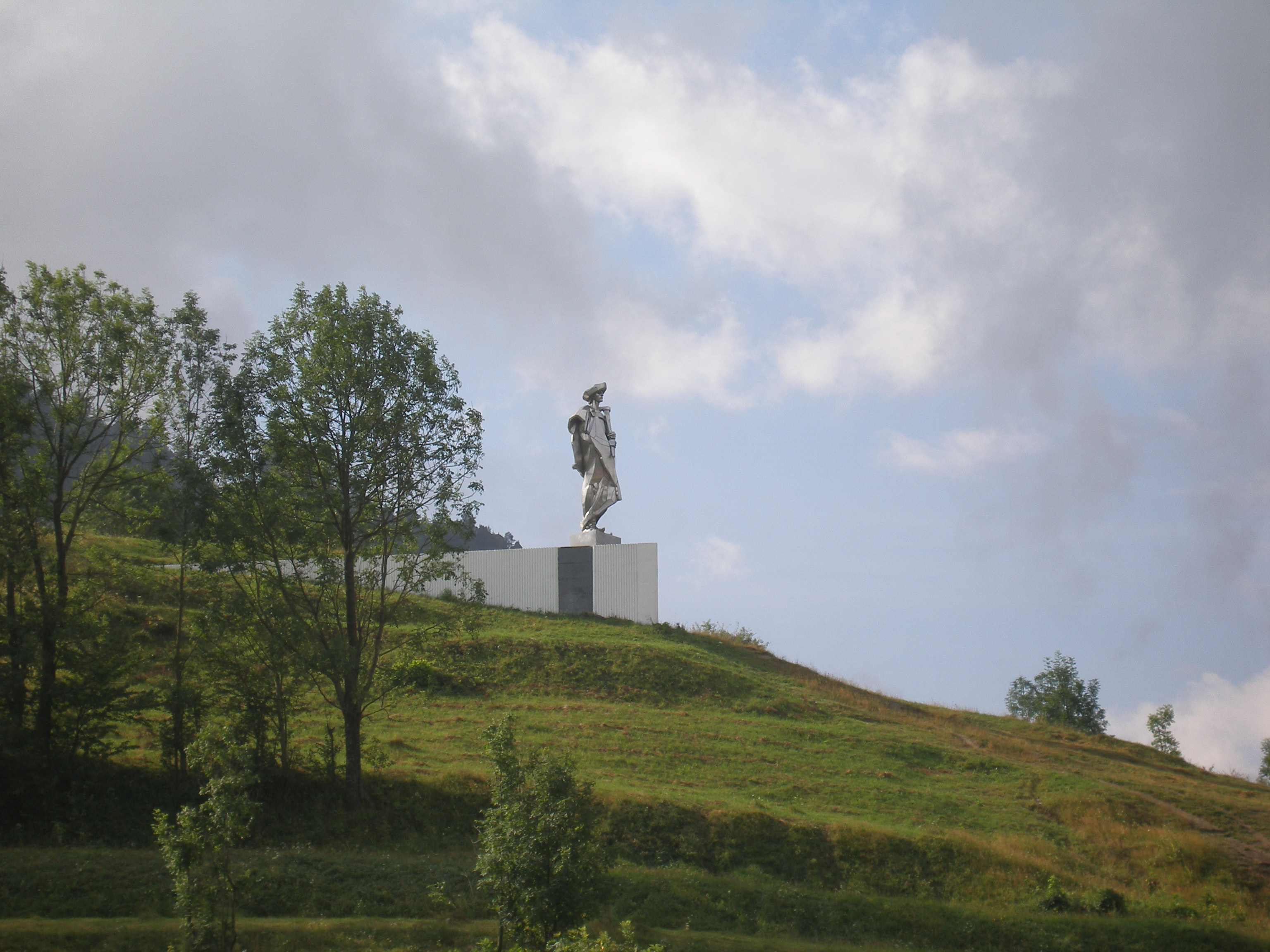
Widok z północy
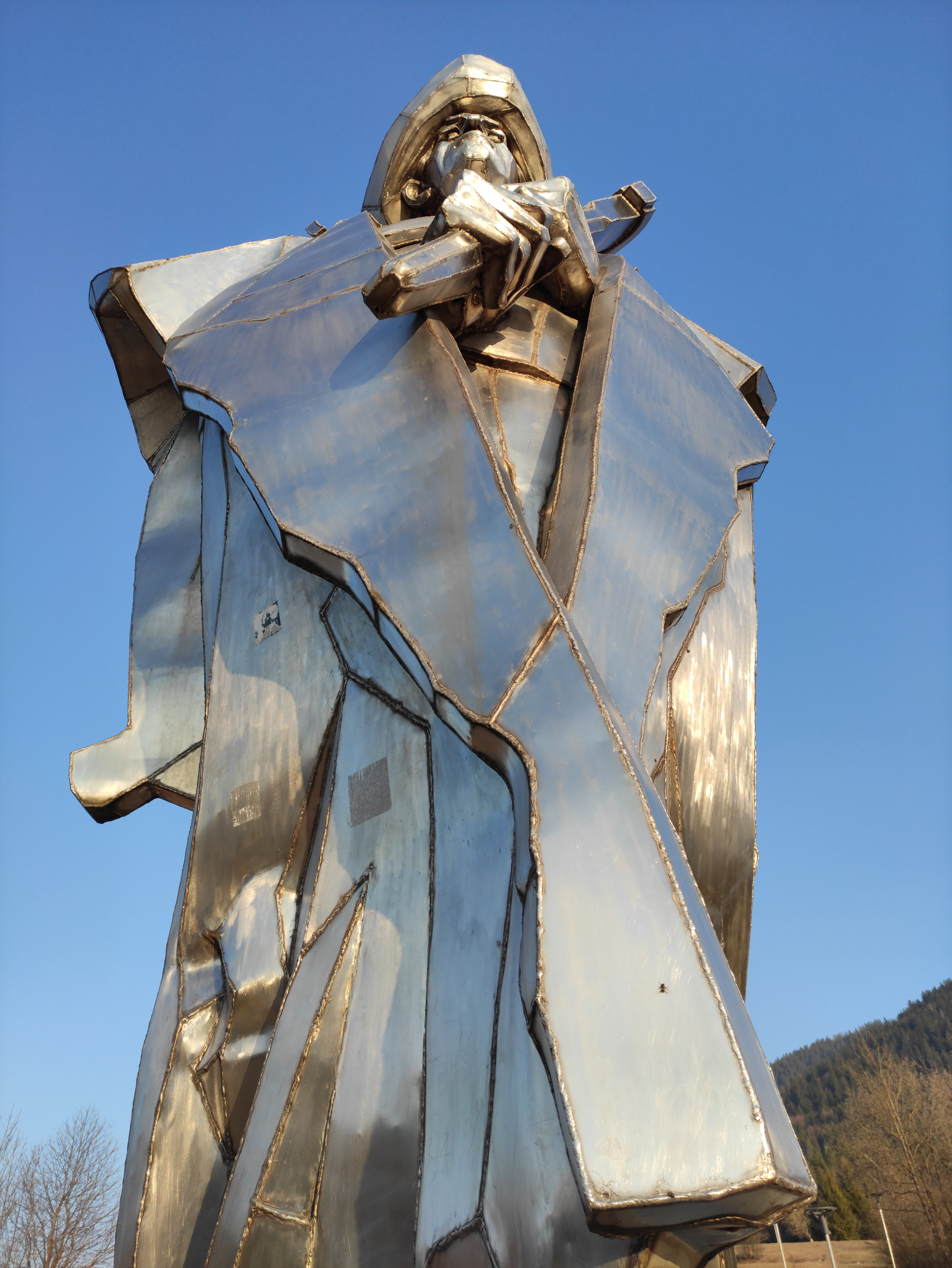
Statua z zachodu
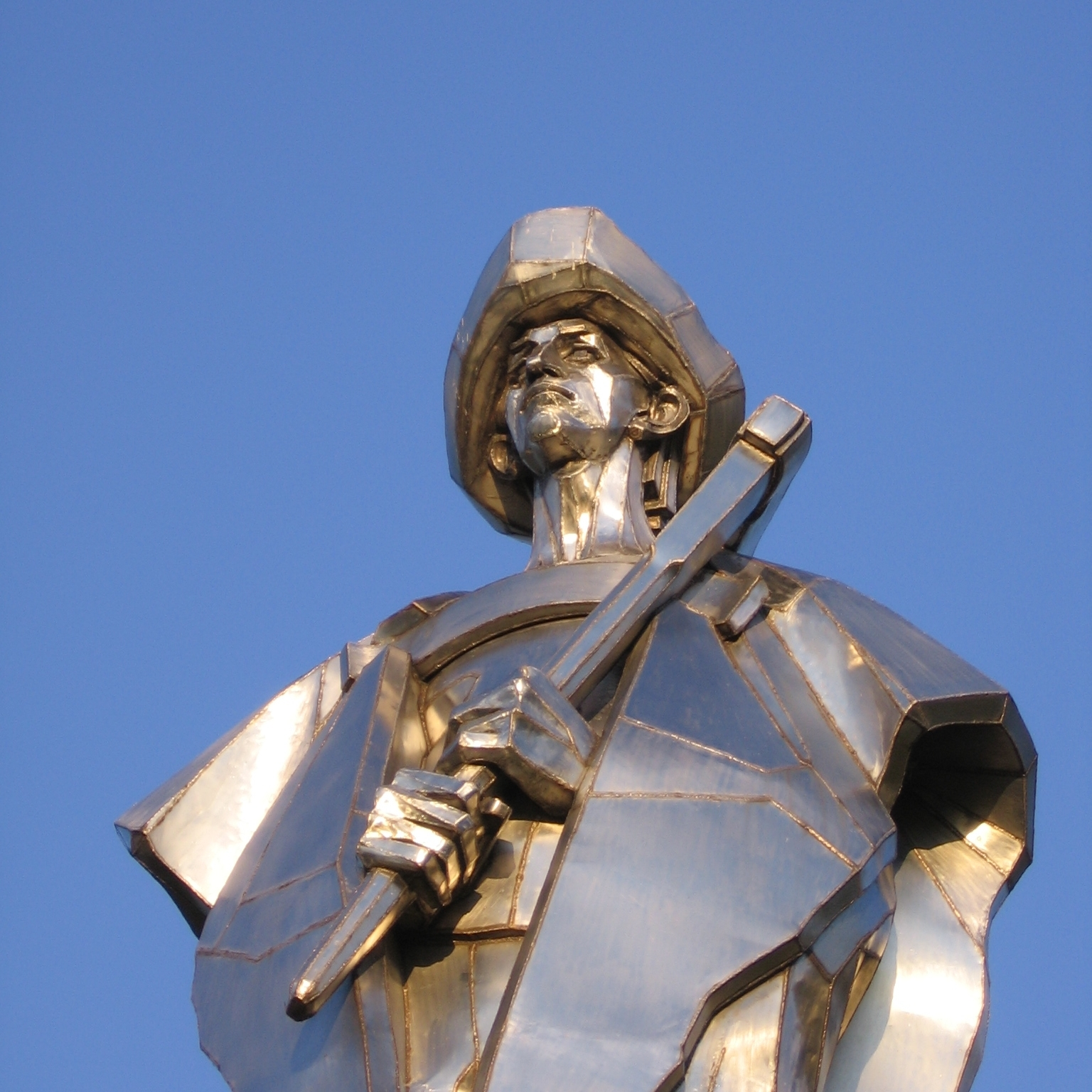
Górna część statuy
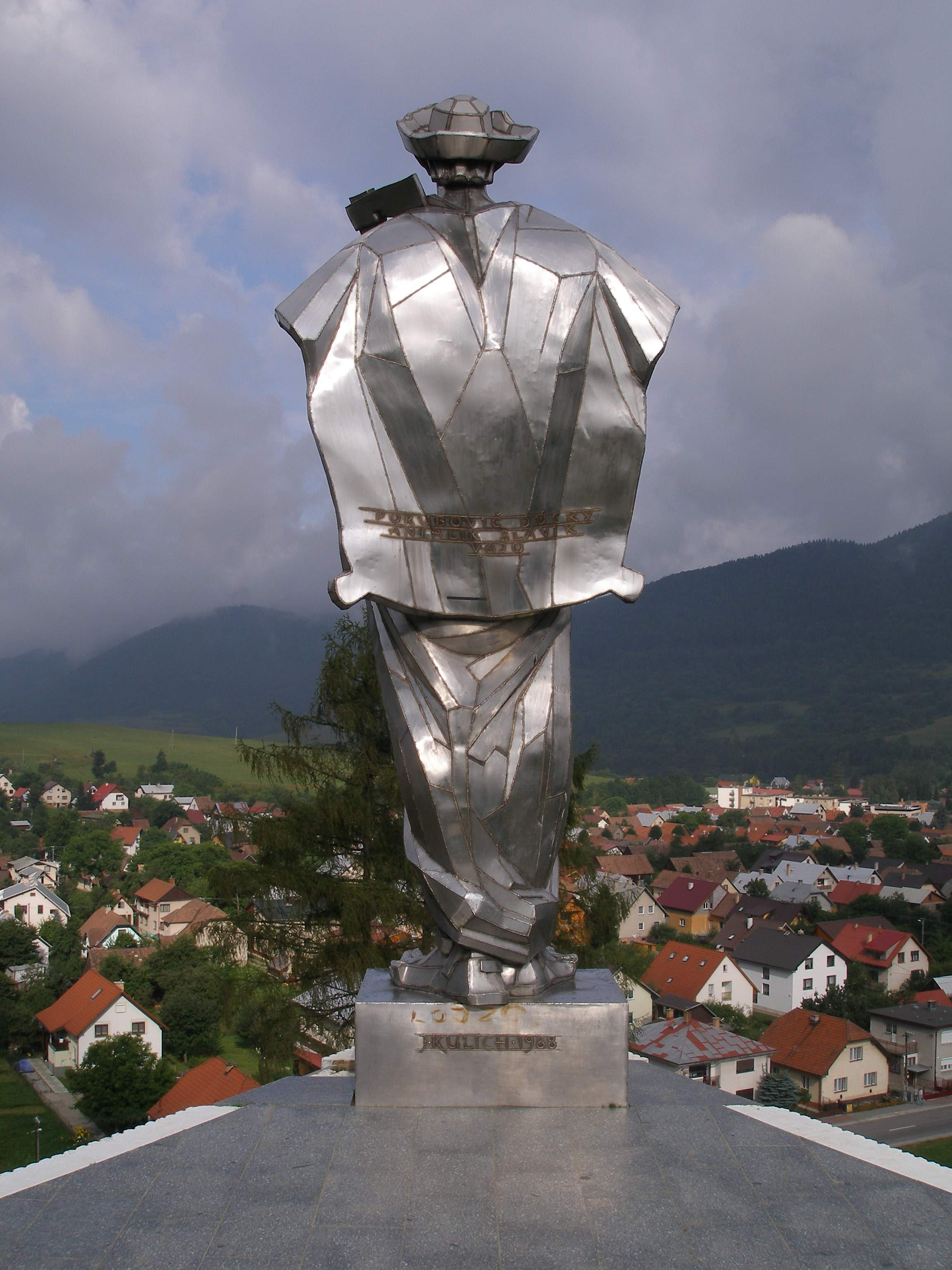
Widok od tyłu
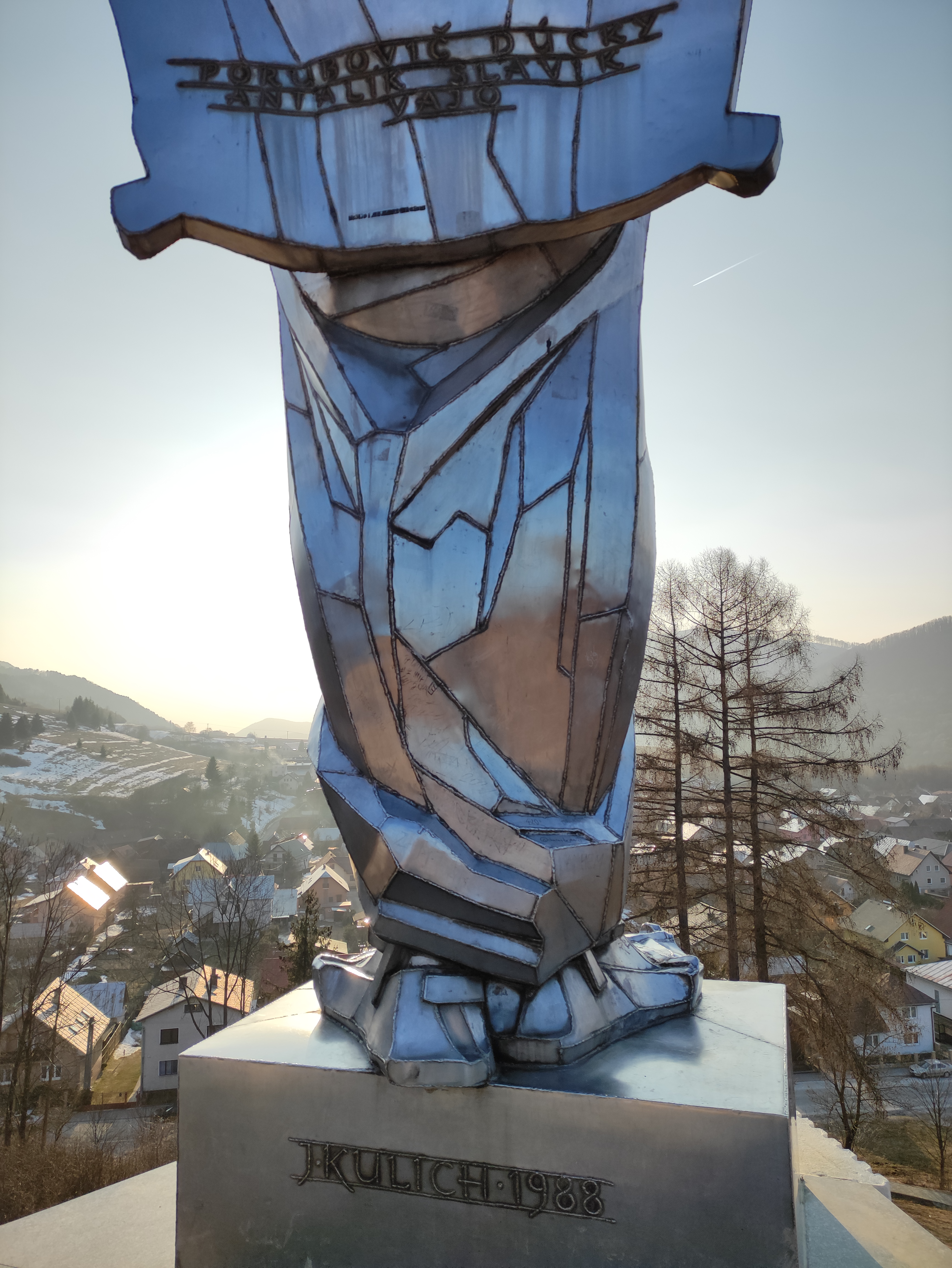
Tył statuy z inskrypcjami
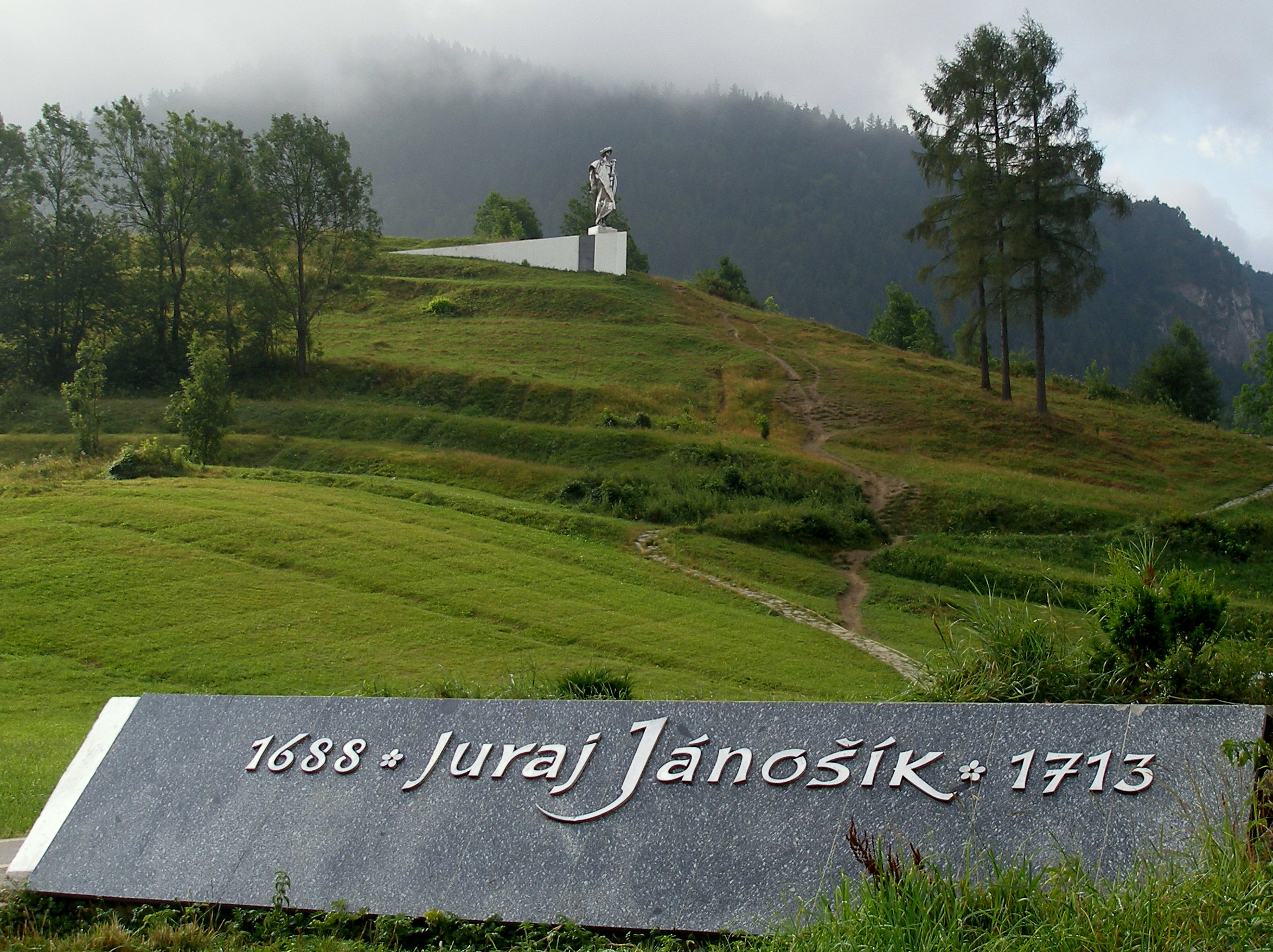
Tablica pamiątkowa u podnóża pomnika